# Гибискадельфус
Гибискадельфус (лат. Hibiscadelphus) — очень редкий род растений семейства Мальвовые (Malvaceae), эндемичных для Гавайских островов. Традиционное гавайское название — хау-куахиви (гав. hau kuahiwi), что переводится как «горный гибискус».

## Биологическое описание

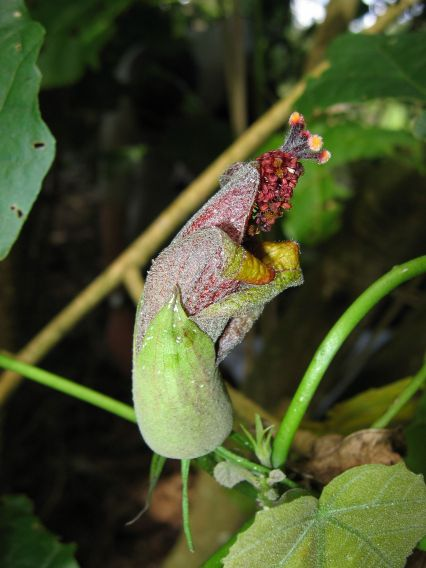
Цветок Hibiscadelphus giffardianus

Род Гибискадельфусов был впервые описан австро-американским ботаником Джозефом Роком в 1911 году на основе трёх видов растений этого рода. Ботаник дал роду латинское название, которое переводится как «брат гибискуса». Род состоит из семи видов и одного гибрида. Один из видов, Hibiscadelphus woodii, был описан только в 1995 году.
Гибискадельфусы представляют собой крупные кустарники и деревья высотой до 7 м с почти круглыми листьями. Отличительная особенность рода — цветы, которые никогда полностью не раскрываются (в отличие от цветков гибискуса). Венчик у гибискадельфуса образует трубку, приспособленную к опылению цветка птицами, прежде всего гавайскими цветочницами. Плоды покрыты жёсткой оболочкой, внутри которой содержится до 15 семян.
Относительно позднее открытие растений этого рода западными ботаниками свидетельствует о том, что ко времени европейской колонизации Гавайских островов гибискадельфус был относительно редок на архипелаге. Четыре вида — Hibiscadelphus bombycinus, Hibiscadelphus crucibracteatus, Hibiscadelphus giffardianus и Hibiscadelphus wilderianus — стали известными науке благодаря единственным экземплярам, встретившимся в дикой природе. В настоящее время три из семи видов гибискадельфусов являются вымершими, а остальные виды или уже исчезли, или находятся на грани исчезновения.

## Виды
- Hibiscadelphus bombycinus C.N.Forbes † — известен благодаря единственному экземпляру, найденному в 1868 году у населённого пункта Каваихаэ на острове Гавайи[4].
- Hibiscadelphus crucibracteatus R.W.Hobdy † — единственный экземпляр этого вида был найден в 1981 году на одном из склонов горного хребта Пухиелелу острова Ланаи на высоте 750 м. Дерево погибло в 1985 году. Дальнейшие попытки спасти этот вид потерпели неудачу, так как не удалось прорастить семена этого растения.
- Hibiscadelphus distans L.E.Bishop & Herbst — растение было открыто в 1972 году[4]. В природе сохранилось менее 200 экземпляров (все они встречаются на берегах реки Коаие на острове Кауаи).
- Hibiscadelphus giffardianus Rock — растение было открыто Джозефом Роком в 1910 году на острове Гавайи. Оно погибло в 1930 году, однако удалось сохранить несколько побегов[1]. С тех пор, по меньшей мере, один саженец был высажен на территории Национального парка Хавайи-Волкейнос, однако в 1940 году этот экземпляр погиб. Тем не менее ботаникам удалось сохранить побег, и дерево было вновь высажено на территории национального парка в 1950-х годах. По крайней мере трижды количество экземпляров этого растения сокращалось до одного[2].
- Hibiscadelphus hualalaiensis Rock — растение было открыто Джозефом Роком в 1909 году на склоне горы Хуалалаи на острове Гавайи[1]. Последнее дикое дерево погибло в 1992 году, однако вид удалось сохранить благодаря культивированию.
- Hibiscadelphus ×puakuahiwi K.Baker & S.Allen † — гибрид видов H. giffardianus и H. hualalaiensis. Открыт в 1973 году. Последний экземпляр погиб в 1999 году.
- Hibiscadelphus wilderianus Rock † — вероятно, этот вид вымер около 1912 года. Был описан по единственному экземпляру, найденному на острове Мауи[1].
- Hibiscadelphus woodii Lorence & W.L.Wagner — вид открыт в 1991 году. Произрастает на острове Кауаи. Известно только четыре экземпляра этого растения.